# 胴地蔵

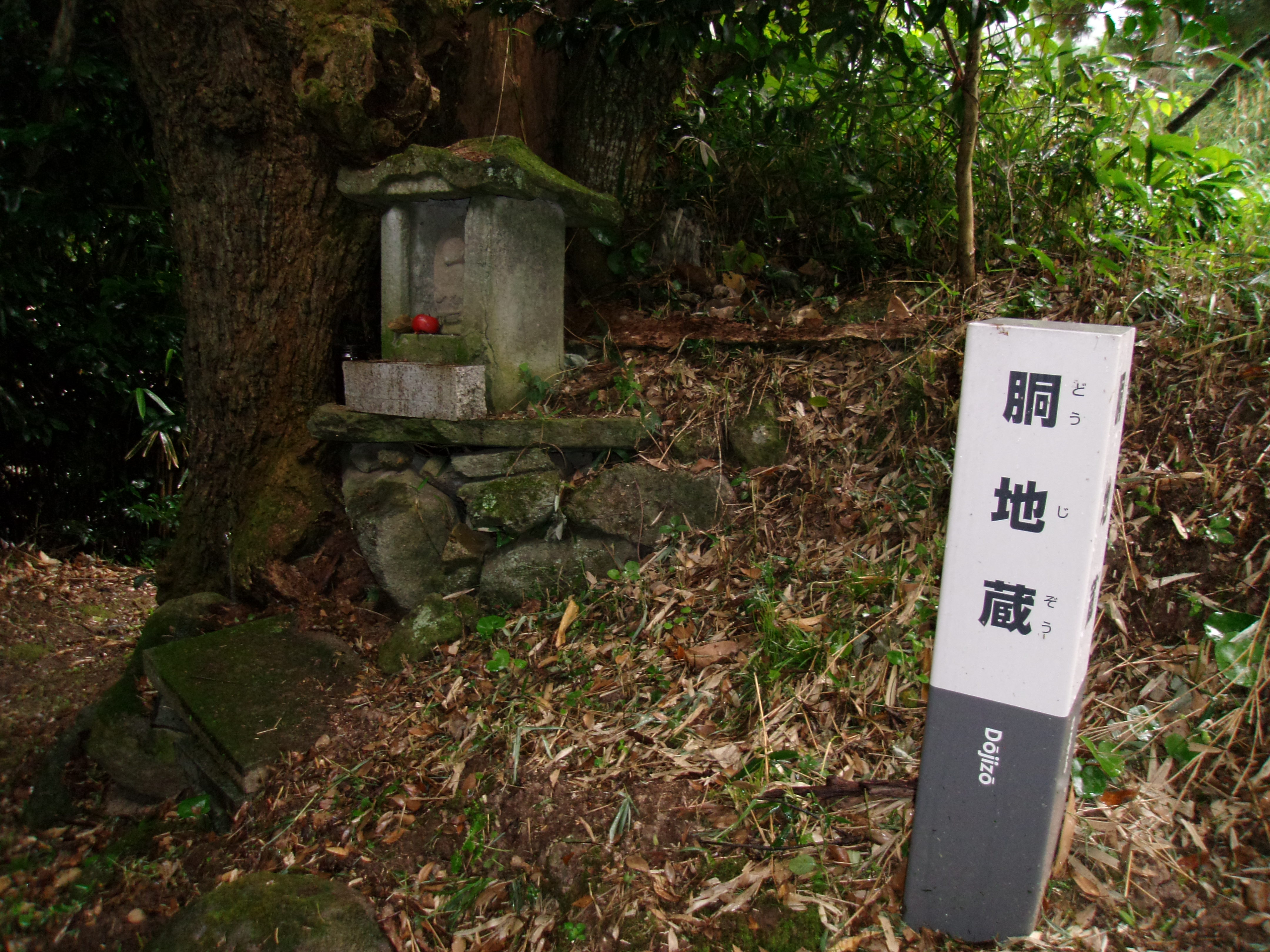
胴地蔵

胴地蔵（どうじぞう）は、石見銀山遺跡の銀山街道・鞆ヶ浦道（ともがうらどう）の山中に位置する墓石であり、その名の通り首の部分がない地蔵である。
石見銀山街道・鞆ヶ浦道は、石見銀山と銀の積み出し港である鞆ヶ浦・沖泊の二港にそれぞれつながる長さ約4kmの山中の搬送路で、国指定史跡である。
銀山の輸送経路として栄えた頃は山賊が度々出るなど治安は悪かった。

## 概要
昔、馬を引く使用人が役人の目をかすめて搬送中の銀を盗んだが、たちまち役人の知るところとなり、その場で首を刎ねられ処刑された。見せしめとして、その後暫くの間首のない使用人の無残な遺体が打ち捨てられていたため、近隣の村人達が不憫に思い、役人の許しを得て丁重に葬って地蔵を祀った。その地蔵をいつしか胴地蔵と呼ぶようになったと言い伝えられている。